# Le Spoliateur
Pour plus de détails, voir Fiche technique et Distribution.
Le Spoliateur (titre alternatif : L'Autre ou un drame en wagon) est un court métrage muet français réalisé par Albert Capellani, sorti en 1911.

## Fiche technique
- Titre : Le Spoliateur
- Titre alternatif : L'Autre ou un drame en wagon
- Réalisation : Albert Capellani
- Scénario : Édouard Adenis
- Photographie :
- Montage :
- Producteur :
- Société de production : Société cinématographique des auteurs et gens de lettres (S.C.A.G.L.),  Série d'Art Pathé frères (SAPF)
- Société de distribution :  Pathé Frères
- Pays d'origine :  France
- Langue : film muet avec les intertitres en français
- Métrage : 290 mètres
- Tournage : du 27 septembre 1910 au 4 octobre 1910
- Format : Noir et blanc — 35 mm — 1,33:1 —  Muet
- Genre : Film dramatique
- Durée : 9 minutes 40
- Dates de sortie :
  -  France : 3 février 1911

## Distribution
- Théodore Thalès : Lucien Préville
- Paul Capellani
- Maurice Luguet
- Jeanne Ugalde
- Raoul Praxy
- Marcelle Barry
- Gaston Sainrat
- Paul Laurent
- Paul Polthy
- Duperré
- Didier
- Lacépède
- Nicolaï
- Longuépée
- Sylver
- Herté
- Faivre
- Anthonin
- Fromet
- Nadir

## À noter
- Le film a été tourné du 27 septembre 1910 au 4 octobre 1910.